# Klüverbaum

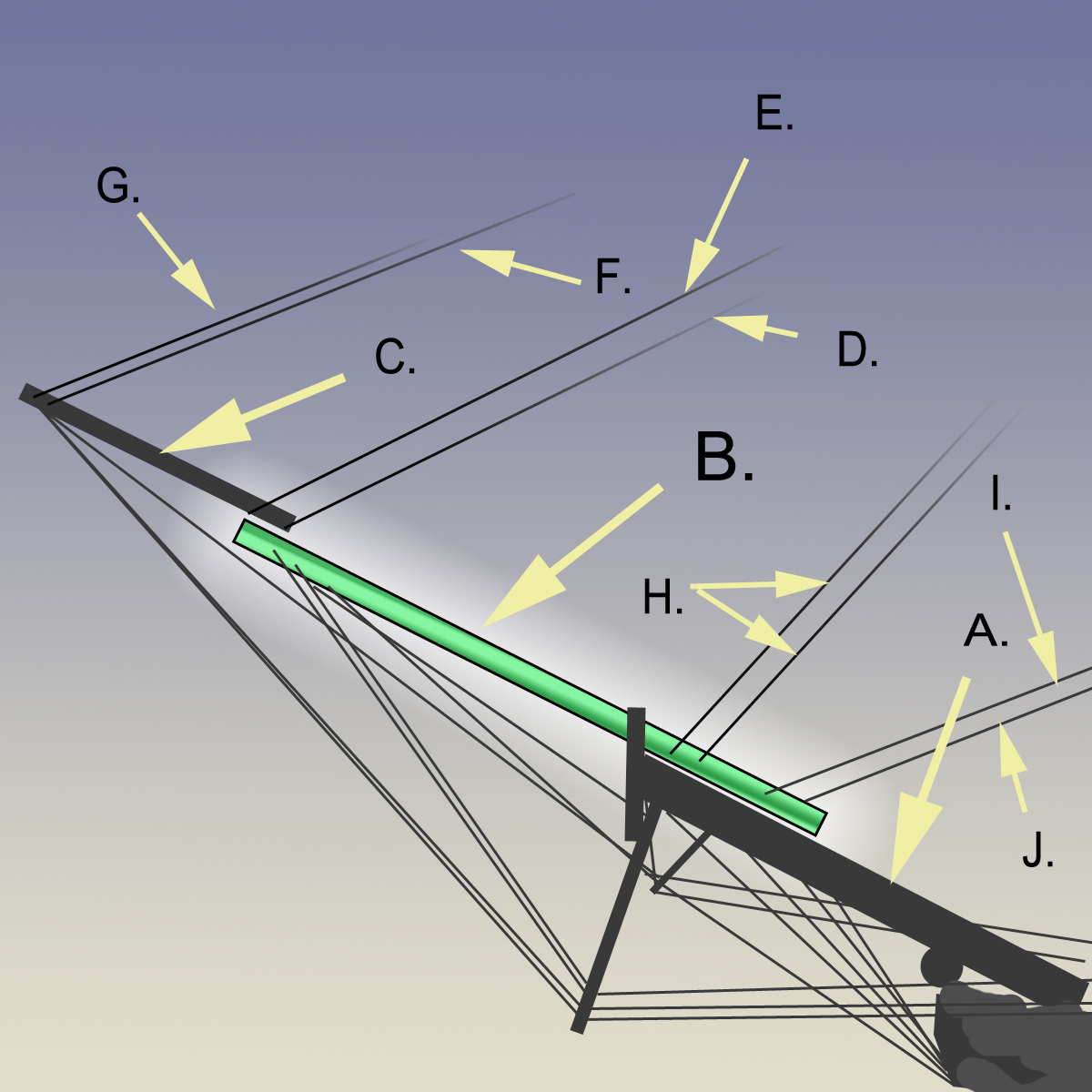
Spieren und stehendes Gut am Bug eines Schiffes: (A) Bugspriet, (B) Klüverbaum (in grün), (C) Außenklüverbaum, (D) Klüverstag, (E) Vor-Bramstag, (F) Außenklüverstag, (G) Vor-Royalstag, (H) Vorstengestage, (I, J) Vor- oder Fockstage

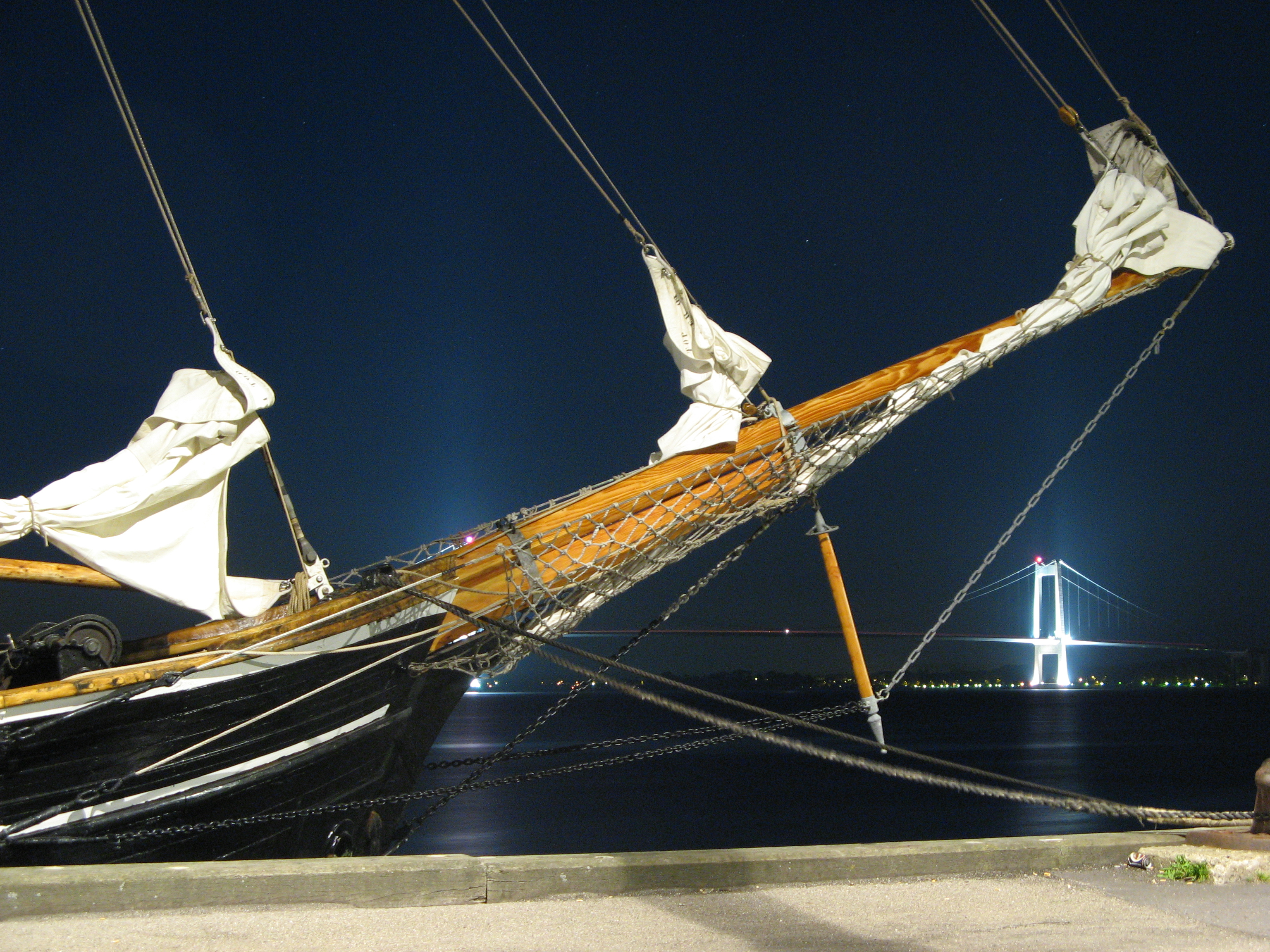
Klüverbaum und (parallel darunter, nach links zum Schiff hin) der Bugspriet mit Klüvernetz auf der Albatros

Als Klüverbaum bezeichnet man auf historischen Segelschiffen ein Rundholz (fachsprachlich: eine Spiere), das über das Vorschiff eines Segelschiffes hinausragt. Anders als der Bugspriet ist ein Klüverbaum theoretisch beweglich; in der Regel ist er aber fest angeschlagen und kann nicht ohne weiteres entfernt werden.
Der Name Klüverbaum entstand vermutlich aus dem Wort Kluif, niederländisch für Klaue, hier in der Bedeutung von „aufgeklaut“. 
Der Klüverbaum kann bei größeren Schiffen auf einen verlängerten Bugspriet aufgesetzt sein. Um ein Abbrechen zu verhindern, wird er verstagt. Reicht bei kleinen Segelbooten zur Verhinderung des Abbrechens nach oben ein einfaches Wasserstag, so können, je nach Größe, mehrere Wasserstagen und Stampfstagen eingesetzt werden. Zur seitlichen Absicherung werden Klüvergeien genutzt, die bei manchen Seglern zur Spreizung des Winkels durch seitliche Geienausleger (ähnlich dem Stampfstock) liefen. Stage und Geien sind nach den Segeln benannt, an deren Halsbeschlag sie befestigt sind, beispielsweise Binnenklüverwasserstag und Binnenklüvergeien. Unter Klüverbäumen, deren Segel nicht von Deck aus bedient werden können, ist in der Regel ein Netz – das sogenannte Klüvernetz – gespannt, um die außenbords Arbeitenden abzusichern.
Am Klüverbaum können bis zu fünf Vorsegel befestigt sein: Flieger, Jager, Außenklüver, (B)innenklüver und Vorstengestagsegel bzw. Fock.
Der Klüverbaum wird bei der Länge über alles mitvermessen. Kann er demontiert oder eingefahren werden, werden die Hafenliegekosten somit preiswerter.
Bei modernen Segelyachten sind Klüverbaum und Klüversegel nicht mehr üblich. Falls eine bewegliche Spiere am Bug vorhanden ist, wird sie für Gennaker oder Blister verwendet. 
| Klüverbaum auf einer Bark | Legende zur Abbildung | Legende zur Abbildung |
| Klüverbaum auf einer Bark | 4 Binnenklüverleiter 5 Vorstengestag 6 Fockstag 6' Klüverwasserstag, Wasserstag 7 Stampfstockgeien 8 Stampfstock 9 Klüverstampfstag 10 Klüverdomper 11 Klüverpferde | 12 Bugsprietpardune 13 Außenklüverpardune 14 Bugspriet 15 Großklüverbaum 16 Außenklüverbaum 22 Klüse 23 Vorsteven 24 Bug |